# حكومة بيرلاين
أدت حكومة بيرلاين بقيادة المستشارة النمساوية بريغيته بيرلاين اليمين الدستورية في 3 حزيران 2019 كحكومة مؤقتة لحين تشكيل حكومة جديدة بعد إجراء انتخابات المجلس الوطني المبكرة في خريف 2019. هذه الحكومة هي حكومة تكنوقراط غير حزبية.
في 27 أيار (مايو) 2019 أصدر المجلس الوطني قرارًا بسحب الثقة من حكومة كورتز بأكملها عقب قضية إيبيزا، حيث تم إعفائه من قبل الرئيس الاتحادي ألكسندر فان دير بيلين. في 28 أيار (مايو) أُنشأت حكومة تصريف أعمال مؤقتة بقيادة هارتفيغ لوغر. في 30 أيار مايو كلف الرئيس بريغيته بيرلاين، التي كانت آنذاك رئيسة المحكمة الدستورية، بتشكيل الحكومة.